# Licania parviflora
Licania parviflora är en tvåhjärtbladig växtart som beskrevs av George Bentham. Licania parviflora ingår i släktet Licania och familjen Chrysobalanaceae. Inga underarter finns listade i Catalogue of Life.